# Angela Lehner

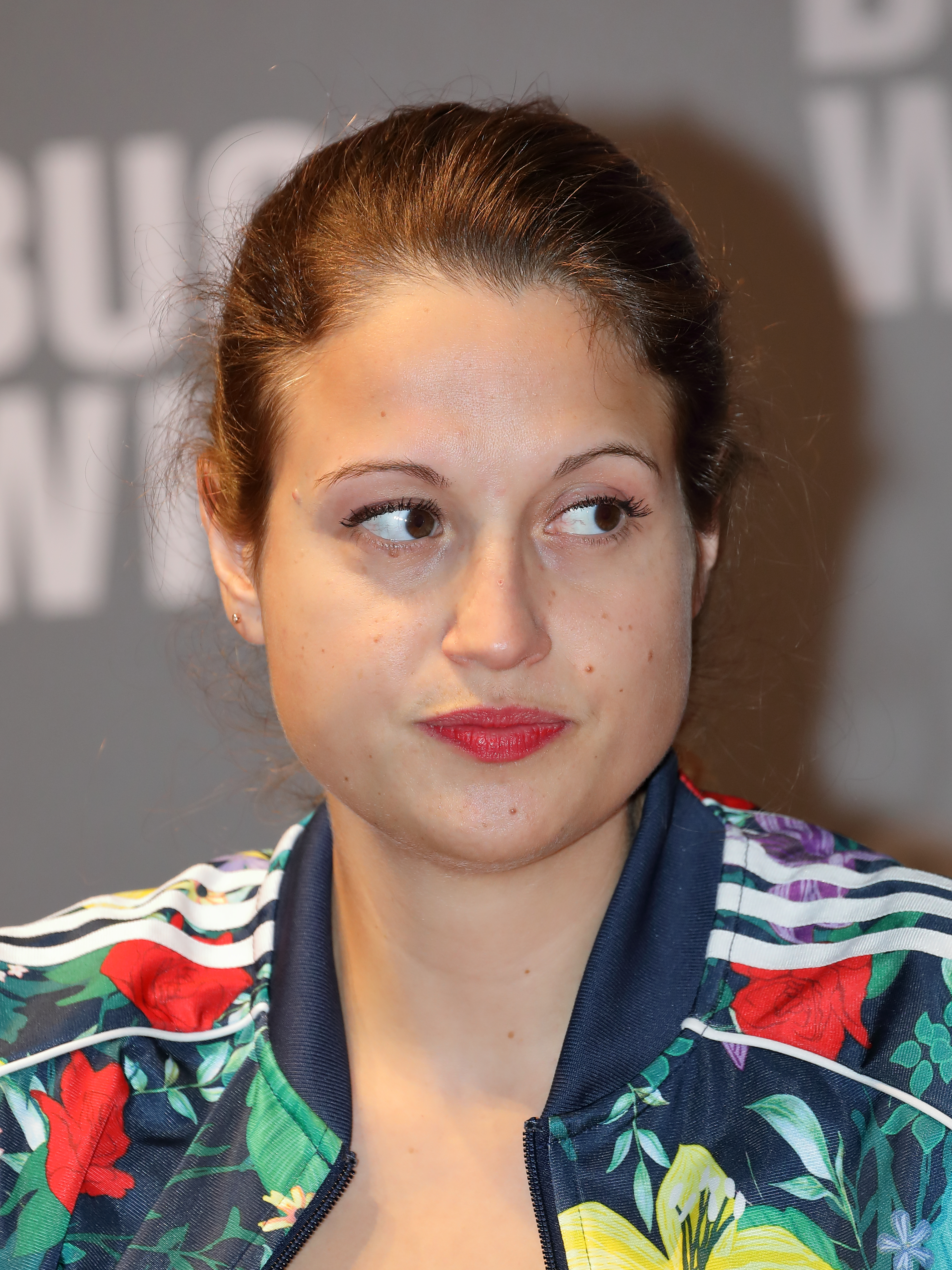
Angela Lehner (2019)

Angela Lehner (* 1987 in Klagenfurt) ist eine österreichische Schriftstellerin.

## Leben und Werk
Angela Lehner wuchs in Lienz in Osttirol auf. Sie studierte Komparatistik in Wien, Maynooth und Erlangen. 2016 nahm Lehner an der „Autorenwerkstatt Prosa“ des Literarisches Colloquiums Berlin teil. 2018 gelangte sie ins Finale des Literaturpreises Floriana. 2018 und 2019 veröffentlichte Lehner in der Zeit-Online-Reihe 10 nach 8 mit Schaut auf dieses kleine, süße Nachbarland! und Der Körper der Mutter Texte zu den Themen Sexismus bzw. Geschlechterrollen. Erstgenannter Text, in dem Lehner auf die Affäre Sigrid Maurer eingeht und einen Rechtsruck in den Geschlechterverhältnissen in Österreich ausmachte, wurde Monate später von der österreichischen Tageszeitung Die Presse stark kritisiert.
Größere Bekanntheit im deutschsprachigen Raum erlangte Lehner 2019 durch ihren Debütroman Vater unser, der vom Berliner Verlag Hanser im Frühjahr veröffentlicht wurde. Die Geschichte um eine manische, junge Frau namens Eva Gruber, die ins Wiener Otto-Wagner-Spital eingeliefert wird, weil sie angeblich eine Kindergartenklasse erschossen hat, erhielt Lob seitens der Fachkritik. Daniela Strigl (Süddeutsche Zeitung) las ein „beeindruckendes Debüt“ und zog Vergleiche zu den Werken Peter Henischs und Josef Winklers bzw. fühlte sich an Thomas Bernhards Wittgensteins Neffe erinnert. Vater unser wurde 2019 mit dem Franz-Tumler-Literaturpreis, dem Literaturpreis Alpha sowie dem Österreichischen Buchpreis für das beste Romandebüt ausgezeichnet. Auch gelangte das Werk im Jahr seiner Veröffentlichung auf die Longlist des Deutschen Buchpreises.
Die Buchpreis-Jury hob die „höchst unzuverlässige Ich-Erzählerin“ hervor und beschrieb diese als „intrigant, besserwisserisch, vielleicht sogar gemeingefährlich“. Lehner selbst hatte sich bereits in ihrer Bachelorarbeit mit dem Konzept des „unzuverlässigen Erzählers“ beschäftigt. Anstoß zum Buch habe eine randalierende Schulklasse in einem Zug gegeben, als sie auf ihrem Laptop „etwas Schönes, etwas Künstlerisches“ schreiben wollte. Lehner gab an, sich beim Schreiben vor Eva Gruber gefürchtet und ihre Arbeit als Texterin für ein Reisebüro aufgegeben zu haben, um das Buch zu Ende schreiben zu können. „Das ist kein Buch, das man am Wochenende schreiben kann, ich habe ja zwei Tage gebraucht, damit ich überhaupt weiß, was ich sagen will“, so die Autorin.
2019 arbeitete sie an einer Jugendgeschichte, die wieder in Österreich spielt und die 2021 unter dem Titel "2001" im Hanser Verlag erschien. 
Sie ist Mitgründerin des PEN Berlin. Angela Lehner lebt als selbstständige Schriftstellerin und Texterin in Berlin.

## Einzeltitel
- Der Bär. Erzählung. SuKuLTuR, Berlin 2018, ISBN 978-3-95566-085-7
- Vater unser. Roman. Hanser Berlin, Berlin 2019, ISBN 978-3-446-26259-1.
- 2001. Roman. Hanser Berlin, Berlin 2021, ISBN 978-3-446-27106-7.

## Auszeichnungen
- 2016: Literaturpreis Prenzlauer Berg für Bernhards Angst
- 2019: Franz-Tumler-Literaturpreis für Vater unser
- 2019: Literaturpreis Alpha für Vater unser
- 2019: Österreichischer Buchpreis – Debütpreis für Vater unser
- 2020: Rauriser Literaturpreis für Vater unser[11]
- 2022: Achensee-LiteraTour-Stipendium[12]
- 2023: Kulturpreis des Landes Kärnten: Förderungspreis in der Sparte Literatur[13]